# Zopiclone
Lo zopiclone è un farmaco sedativo ad azione ipnotica con attività ansiolitica, anticonvulsivante e miorilassante. Possiede un profilo farmacologico simile a quello delle benzodiazepine, ma una struttura chimica diversa (lo zopiclone appartiene alla classe dei ciclopirroloni).
Lo zopiclone agisce in maniera selettiva a livello dei siti di legame delle benzodiazepine presenti sul recettore di tipo A dell'acido γ-amminobutirrico (GABA), principale neurotrasmettitore con funzione inibitoria; tale interazione determina l'apertura dei canali del cloro e un potenziamento della trasmissione GABAergica a livello centrale.

## Avvertenze
Gravidanza: la somministrazione di zopiclone durante la gravidanza deve essere riservata ai casi di effettiva necessità, dopo un'attenta valutazione del rapporto rischio/beneficio. L'esposizione durante il primo trimestre non sembra aumentare il rischio di malformazioni; nella fase terminale della gravidanza o durante il parto lo zopiclone può causare ipotonia, ipotermia, moderata depressione respiratoria nel neonato. L'impiego prolungato di benzodiazepine o sostanze con azione analoga durante la gravidanza può favorire l'instaurarsi di dipendenza fisica e un aumento del rischio di sviluppare sindrome da astinenza nel bambino. La FDA ha inserito lo zopiclone in classe C per l'impiego in gravidanza; la classe C comprende i farmaci i cui studi sugli animali hanno rilevato effetti dannosi sul feto e per i quali non sono disponibili studi specifici sull'uomo, e i farmaci per i quali non sono disponibili studi né sull'uomo né sull'animale.
Allattamento: l'assunzione durante l'allattamento è controindicata poiché lo zopiclone viene escreto nel latte materno. La quantità di farmaco presente nel latte materno è circa 1,4% della dose assunta dalla madre.